# 西ドイツ国鉄V162形ディーゼル機関車

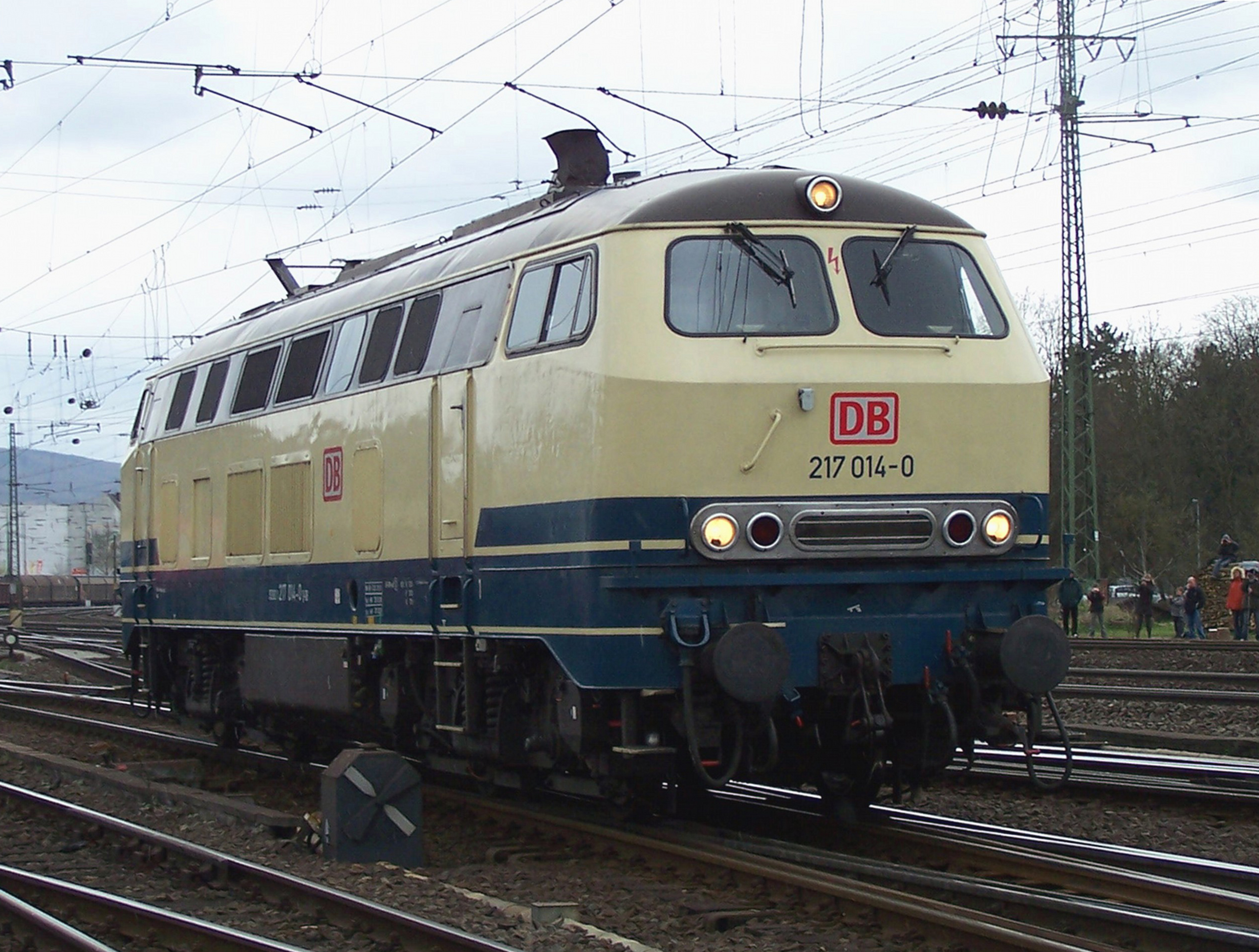
DB 217 014

西ドイツ国鉄（ドイツ連邦鉄道。DB）V162形ディーゼル機関車は、V160形の旅客列車用暖房装置を電気暖房 (鉄道)とし、最高速度を時速140kmに引き上げた液体式ディーゼル機関車である。V160形（のちの216形）からの派生形式のひとつ。
走行用のエンジンで暖房用発電機を駆動すると牽引力の低下を招くため、主に発電に使用するための補助エンジンを搭載した。このエンジンの出力は走行用にも振り向けることができる。のちに最高速度が140km/hとされた。
1965年に3両が試作され、1968年から12両が量産された。製造はすべてクルップである。1968年の称号変更後は217形とされた。
元来V160形は高価かつ重量のあるエンジンを2基搭載するV200形に対してエンジンを1基とし、経済性を求めた機関車である。しかし、V200形同様にエンジンを2基積むこととなったことで、経済性の面での長所が薄れてしまった。量産車が製造された1968年にはV160形のエンジン出力を増大し、1基のエンジンを走行および発電に使用する218形の試作車が完成。両者を試用した結果、電気暖房搭載車の製造はそちらにシフトしたためV162形は計15両の製造に終わった。

## 製造の背景
中重量級列車や支線では1960年からV160形が使用されていたが、今後製造される列車の暖房が蒸気によるものから電気によるものへと変更されるため、電気暖房用の発電装置を備えた機関車が求められた。
DBは1963年からクルップと開発を開始。1965年から翌年にかけて、発電機の製造元を変えた試作車が3タイプ製造された。

## 構造

### 試作車

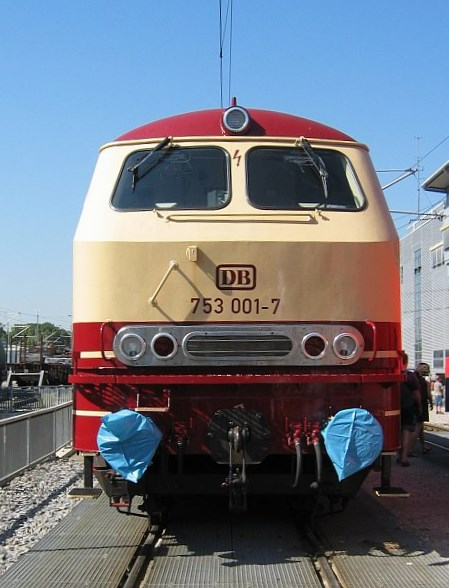
TEEカラーとされた753 001-7（217 001）

機構的にはV160形を基本としており、メインエンジンは同じマイバッハのMB16V652TB型（1940PS＝1427kw）である。発電用エンジンはMANのD3650 HM3U型（500PS＝386kw）である。
エンジンを2基搭載することから、V160形よりも全長が400mm長くなっている。
特徴的なのは補助エンジンの使い方で、単体で電気暖房用発電機を駆動するほか、貨物列車等、牽引力が必要な場合はその出力を走行用に振り向けることができる。二つのエンジンからの出力は一つの液体変速機で調合され、エンジン2基分の計2440PS（1813kw）の機関車とするのである。
前述の通り、機関車の製造元はクルップであるが、発電機の製造元により試作車が3タイプある。発電機の製造元はそれぞれ、V162 001はアセア・ブラウン・ボベリ、V162 002はAEG（アドトランツ→ボンバルディア・トランスポーテーション→アルストム）、V162 003はシーメンス製である。001と002は1965年、003は翌年の製造である。

### 量産車
試作車は1968年までテストされ、その結果量産車にはシーメンス製が採用された。1967年から量産車の製造が開始されたが、落成は1968年の称号変更の後だったので、量産車はV162形ではなく217形の011〜022とされた。試作車は217 001〜217 003と改番された。
1971年に、ブレーキを踏面ブレーキからディスクブレーキに変更し、最高速度を20km/h向上させた140km/hとした。

## 運用および現況
試作車の217 001および217 002は、1989年にブレーキ等の試験車として753 001および753 002に改番されている。001は2007年に元番号に復された。
2007年現在、003を除き全車両が運用に就いている。

## 主要諸元
- 全長：16,040 mm
- 全幅：
- 全高：
- 運転整備重量：79.0t（001は79.0t、002は80.0t、003は81.0t）
- 軸重：19.25t〜20.25 t
- 機関：マイバッハ製MB16V652TB型 V形16気筒ディーゼルエンジン1基＋MAN製D3650 HM3U型1基
- 液体変速機：マイバッハ製K252型×1基
- 軸配置：B-B
- 出力：メインエンジン:1940PS （1427kw）、補助エンジン：500PS（386kw）
- 動力伝達方式：液体式
- 最大運転速度：高速段：120km/h（試作車）140km/h（量産車）、低速段：100km/h（全車）
- 列車暖房方式：電気式
- 製造初年：1965年（試作車）、1968年（量産車）
- 製造所：クルップ